# Gravissimo animi
Gravissimo animi  è una enciclica di papa Benedetto XIV, datata 31 ottobre 1749, nella quale il Pontefice vieta a chiunque, anche se investito di dignità ecclesiastica, di accedere ai Monasteri femminili senza il permesso del Vescovo del luogo.

## Fonte
- Tutte le encicliche e i principali documenti pontifici emanati dal 1740. 250 anni di storia visti dalla Santa Sede, a cura di Ugo Bellocci. Vol. I: Benedetto XIV (1740-1758), Libreria Editrice Vaticana, Città del Vaticano 1993